# (36109) 1999 RB122
1999 RB122 (asteroide 36109) é um asteroide da cintura principal. Possui uma excentricidade de 0.13055860 e uma inclinação de 5.32936º.
Este asteroide foi descoberto no dia 9 de setembro de 1999 por LINEAR em Socorro.